# 9832 Xiaobinwang
A 9832 Xiaobinwang (ideiglenes jelöléssel (9832) 1981 EH3) a Naprendszer kisbolygóövében található aszteroida. Schelte J. Bus fedezte fel 1981. március 2-án.